# ジェームズ・オグルビー
ジェームズ・オグルビー（James A. Ogilvy通称Jay Ogilvy、1940年〜)は、米国の哲学者、シナリオ・プランナー、未来学者、ビジネス・コンサルタント、著述家。プレシドイオ大学院・教授。人間性回復運動の拠点として知られるエスリン研究所・理事（現在、創設者の一人のマイケル・マーフィー以上に積極的にセミナーやワークショップを推進している）。創発的パラダイムおよびパラダイム・シフト論者。
様々な学問分野の先端的なパラダイムの変化を分析して、創発的パラダイムの特徴を、①単純から複雑へ、②階層性からヘテラルキーへ、③機械的からホログラフィ的へ、④確定的から不確定的へ、⑤線的因果関係から相互的因果関係へ、⑥集合から形態形成へ、⑦客観的から透視的へ、⑧新たな比喩、と主張する。

## 学歴
イェール大学にて哲学博士号を修得。

## 経歴
- 1974年イェール大学・助教授（哲学）。

- 1975年テキサス大学オースティン校・客員准教授（哲学）。

- 1979年ウィリアムズ大学・客員准教授（哲学）。

- 1985年エスリン研究所とエルムウッド研究所（フリッチョフ・カプラ主宰）の共催の「ニュー・パラダイム思考」招待会議に、リチャード・ベーカー老師、アーネスト・カレンバック、エレノア・ル・カイン、ヘイゼル・ヘンダーソン、スタニスラフ・グロフ、シャーリーン・スプレットナク、ブライアン・スウィム、ウォルター・トレット・アンダーソンなどと共に参加。成果は『リビジョン』誌の特別号となる[1]。。

- 1987年世界最大の研究機関の一つSRIインターナショナル（旧・スタンフォード研究所）・社会科学者：VALS（価値とライフスタイル）プログラムのディレクター。オグルビーは、SRIインターナショナル在任中、労働者や消費者の価値観に影響する社会・政治・人口統計についての研究論文を発表している。オグルビーの未来研究と価値観に関する研究は哲学者のバックグラウンドに基づいている。

- 1987-1990年オグルビー主導の下、エスリン研究所の「哲学の修正」プログラムを実施される。ヒューストン・スミス、ロバート・ソロモン、ジェイコブ・ニードルマン、ドン・ジョンソン、ロバート・A・マクダーモット、マイケル・マーフィー、ジョアナ・シウラ、ロバート・ベラ、ブルース・ウィルシャー、ブライアン・スウィム、ジーン・ラニアーが参加。セント・ジョン大学（ケンブリッジ）での１週間に及ぶ会議で閉幕したが、その会議には世界中から100名以上の哲学者が集まった。結果、オグルビーが編者となった論文集『哲学の修正』("Revisioning　Philosophy")が生まれた。[1]。

- 1987年ピーター・シュワルツ、スチュアート・ブランド、ネイピア・コリンズとともに、NGOや政府機関向けコンサルティング会社グローバル・ビジネス・ネットワーク（GBN）社を設立。

- 2000-2009年モニター・グループのパートナーに就任。モニター・グループが、2000年にGBNを買収。

- 2009年プレシドイオ大学院の学部長に就任。

- 2010年、コンサルタントとして独立[3]。

## 所属団体
エスリン研究所・理事、研究員
新世界同盟・設立協議会メンバー
エッジ誌・寄稿者

## 著作
- Jay A. Ogilvy, "Facing the Fold: Essays on Scenario Planning", Triarchy Press Ltd (February 28, 2011)

- Edited by Jay Ogilvy, "An Actual Man, Michael Murphy and the Human Potential Movement", Minuteman Press, 2010

- James Ogilvy,"Creating Better Futures: Scenario Planning As a Tool for Social Creativity", Oxford University Press, 2002

- James Ogilvy, Peter Schwartz, "China's Futures: Scenarios for the World's Fastest Growing Economy, Ecology, and Society", Jossey-Bass, 2000

- James Ogilvy,"Living Without a Goal", Doubleday/Currency, 1995; Quality Paperback Book Club, 1996（目標を持たずに生きていることが、何かを達成するための唯一の方法であると論じる。）

- James Ogilvy,"Revisioning Philosophy", (Suny Series in Philosophy), editor and contributor, SUNY Press, 1991

- Paul Hawken, James A. Ogilvy, Peter Schwartz ,"Seven Tomorrows",Bantam, 1981

- James A. Ogilvy, "Many Dimensional Man: Decentralizing Self, Society, and the Sacred", Oxford University Press, 1977; Harper & Row Colophon, 1979「建国200年記念助成金」拝受。

- James A. Ogilvy (Editor), "Self and World: Readings in Philosophy", Harcourt Brace Jovanovich, 1971; second edition, 1980.

- James A. Ogilvy,"Facing the Fold: Essays on Scenario Planning", Triarchy Press

- アーノルドミッチェル、ジェームズ・オギルビー、ピーター・シュワォーツ著、吉福伸逸・監訳、靏田栄作・大野純一・小堀寛訳『パラダイム・シフト—価値観とライフスタイルの変動期を捉えるVALS類型論』、TBSブリタニカ、1987年、ISBN 4-484-87136-X

## 論文・記事
- James Ogilvy,"What Strategists Can Learn from Sartre", strategy+business 2003

- James Ogilvy,"Education in the information age: scenarios, equity and equality", OECD 2006

- James A Ogilvy, "The experience industry: A leading edge report" from the Values and Lifestyles Program (Report / Business Intelligence Program, SRI International) Unknown Binding – 1985

- "Futures studies and the human sciences: the case for normative scenarios"

- James Ogilvy and Peter Schwartz, "Rehearsing the Future through Scenario Planning" in "Scenario Building/Convergences and differences",  Institute for the Future Studies (IFFS) 1995